# Catocala basarabica
Catocala basarabica là một loài bướm đêm trong họ Erebidae.